# زبان اشاره اسلواکی
زبان اشاره اسلواکی زبان اشاره‌ای است که توسط ناشنوایان و کم شنوایان در اسلواکی استفاده می‌شود.